# ルーカス・レラガー
ルーカス・レラガー（Lukas Reiff Lerager，1993年7月12日 - ）は、デンマーク・グラッドサクセ出身のサッカー選手。デンマーク代表。FCコペンハーゲン所属。ポジションはMF。
デンマーク語の発音に近い表記は「ルカス・レアエーヤ」。

## 経歴
2018年夏、2018 FIFAワールドカップに参加した。
2019年1月29日、ジェノアCFCに買取オプション付きのレンタルで移籍した。

## 所属クラブ
- ABコペンハーゲン 2010-2013
- ヴィボーFF 2013-2016
- SVズルテ・ワレヘム 2016-2017
- FCジロンダン・ボルドー 2017-2019

→ ジェノアCFC 2019
- ジェノアCFC 2019-

→ FCコペンハーゲン (loan) 2021-

## 代表歴

### 出場大会
- デンマーク代表
  - 2018 FIFAワールドカップ

### 試合数
- 国際Aマッチ 10試合 1得点（2017年-2019年）[4]

| デンマーク代表 | 国際Aマッチ | 国際Aマッチ |
| 年             | 出場        | 得点        |
| -------------- | ----------- | ----------- |
| 2017           | 2           | 0           |
| 2018           | 6           | 1           |
| 2019           | 2           | 0           |
| 通算           | 10          | 1           |

## タイトル
ヴィボー
- デンマーク・ファーストディビジョン: 2014–15

ズルテ・ワレヘム
- ベルギーカップ: 2016–17